# 2 Pułk Artylerii Lekkiej Legionów

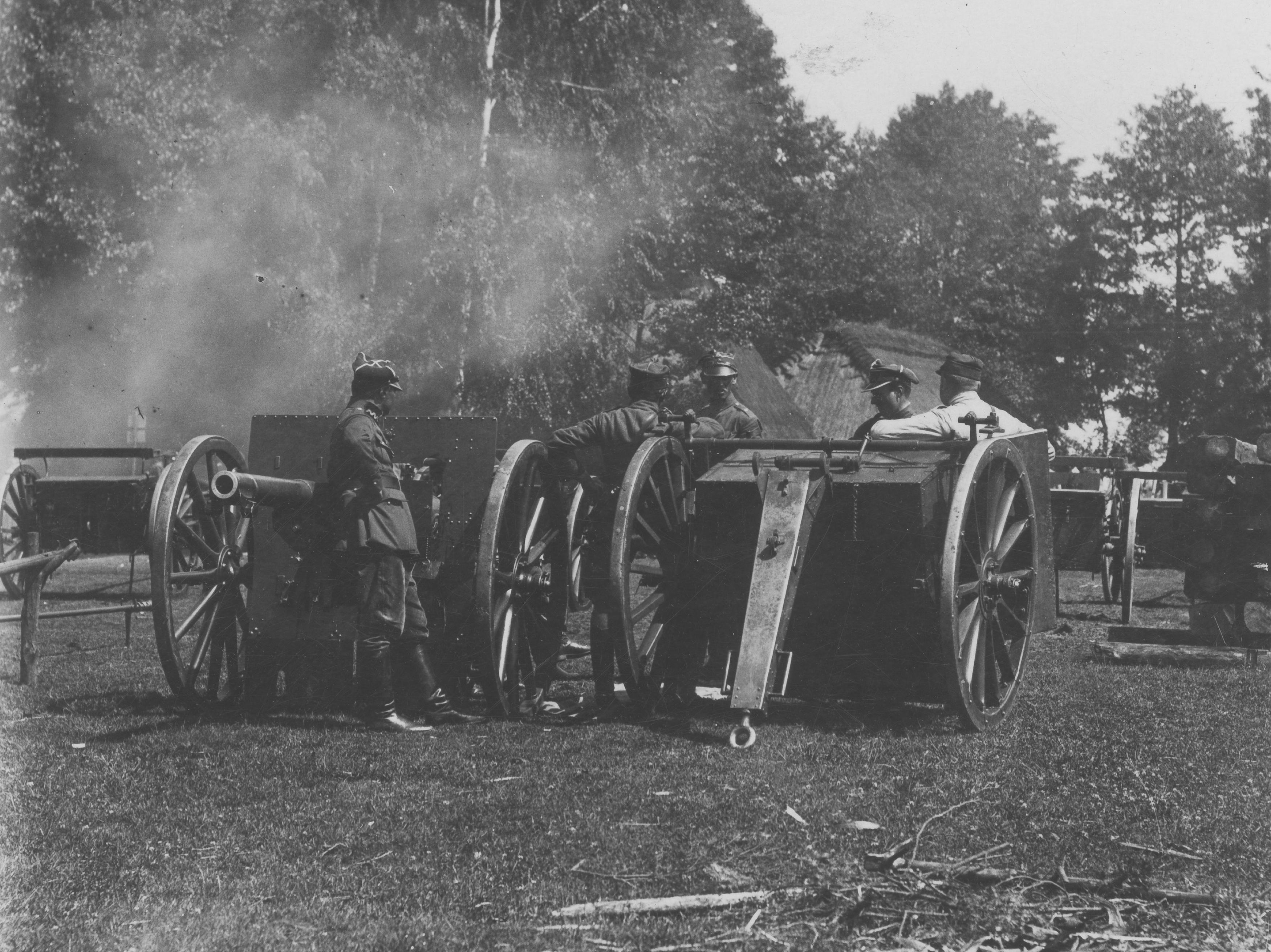
Ćwiczenia 2 pal w Kielcach
Armata 75 mm wz. 1897

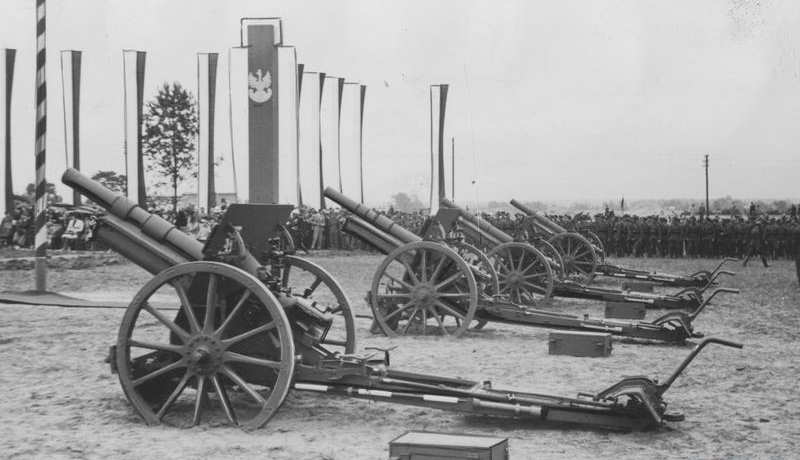
Haubice 100 mm wz. 1914/19P

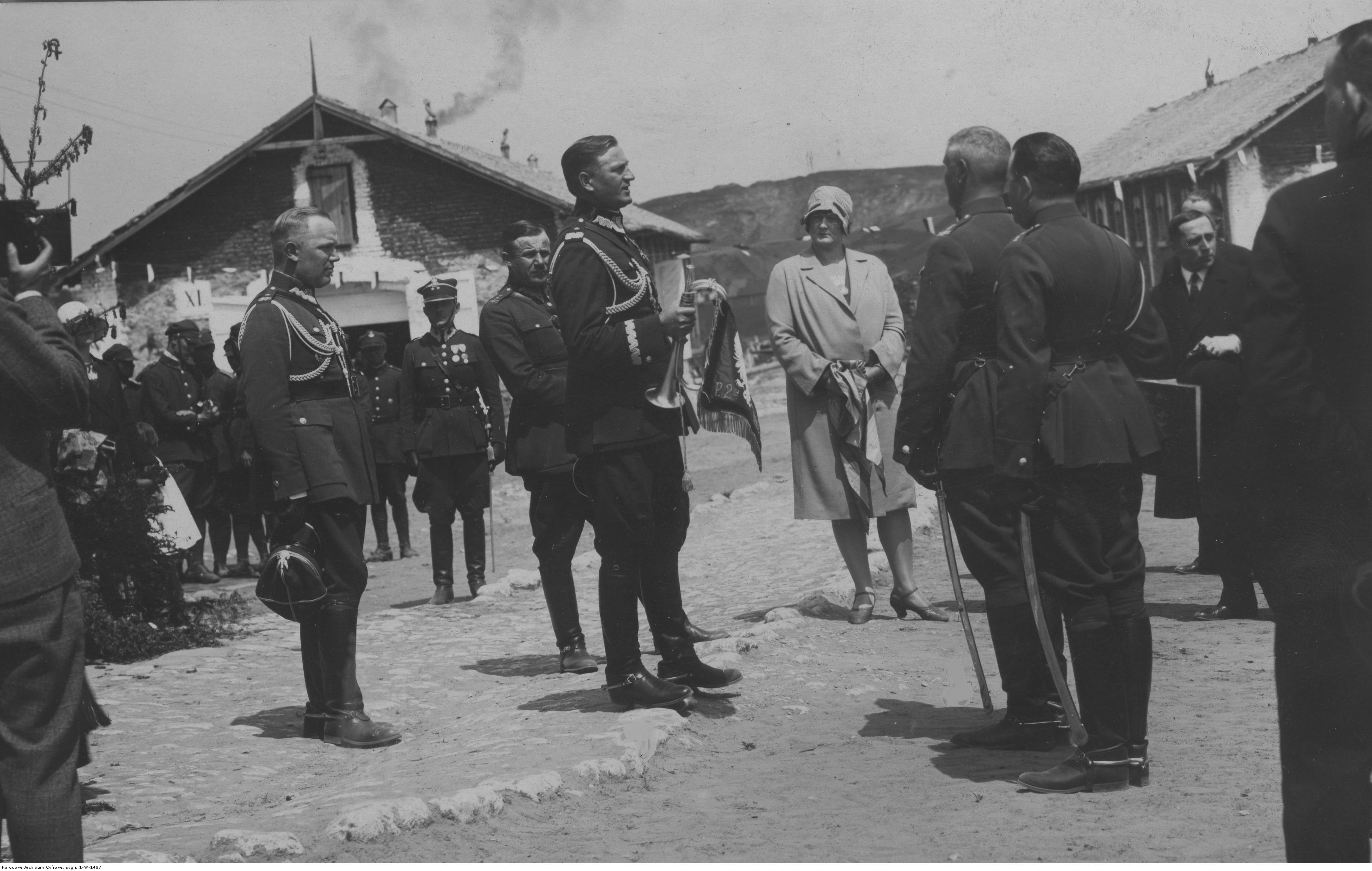
10-lecie 2 pal w Kielcach. Gen. bryg. Aleksander Narbutt-Łuczyński wręcza srebrną trąbkę sygnałową z płomieniem d-cy ppłk. Stanisławowi Mańkowskiemu

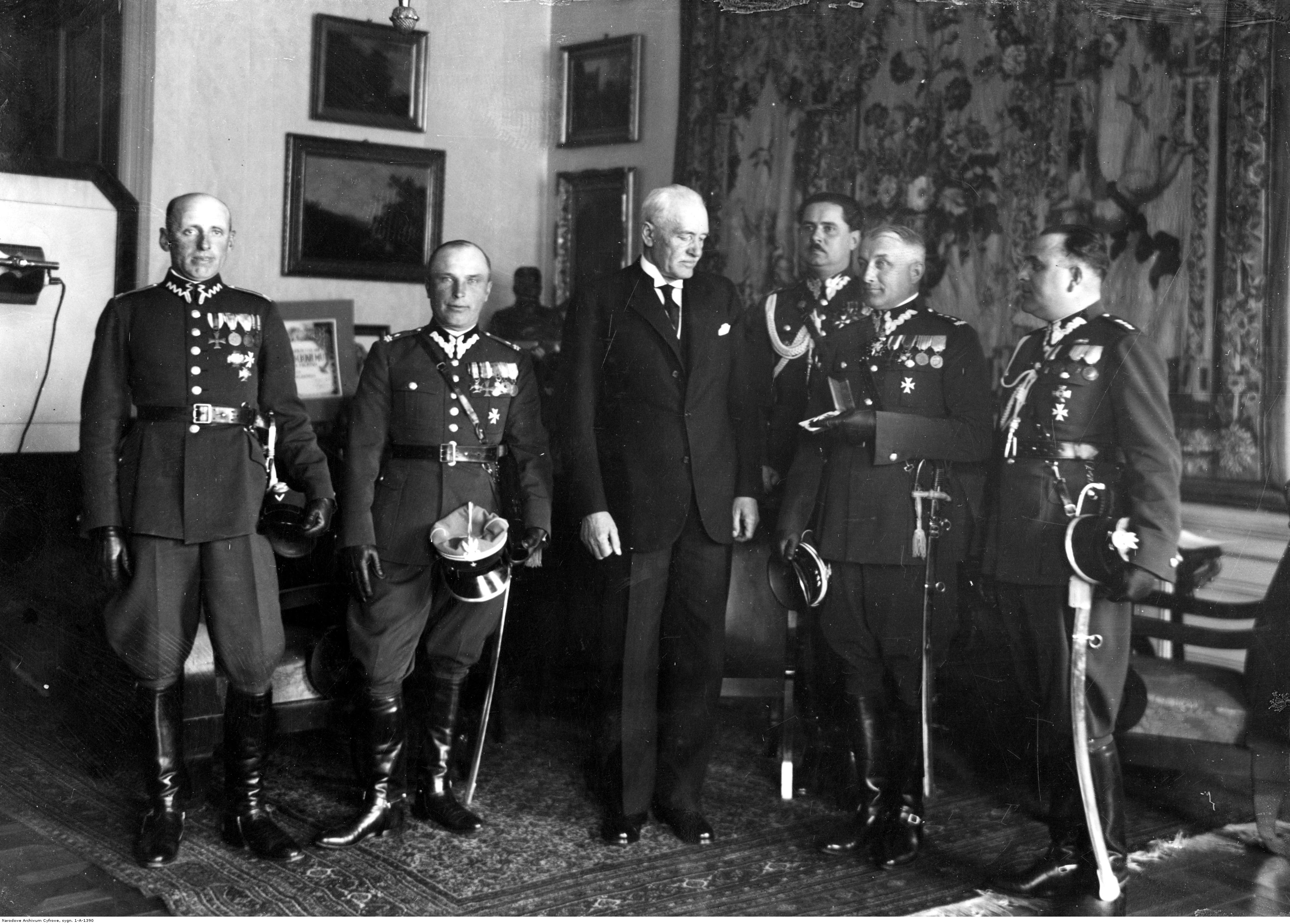
Delegacja 2 pal na audiencji u prezydenta RP Ignacego Mościckiego; płk Jan Bigo drugi z prawej; 10 maja 1933 r.

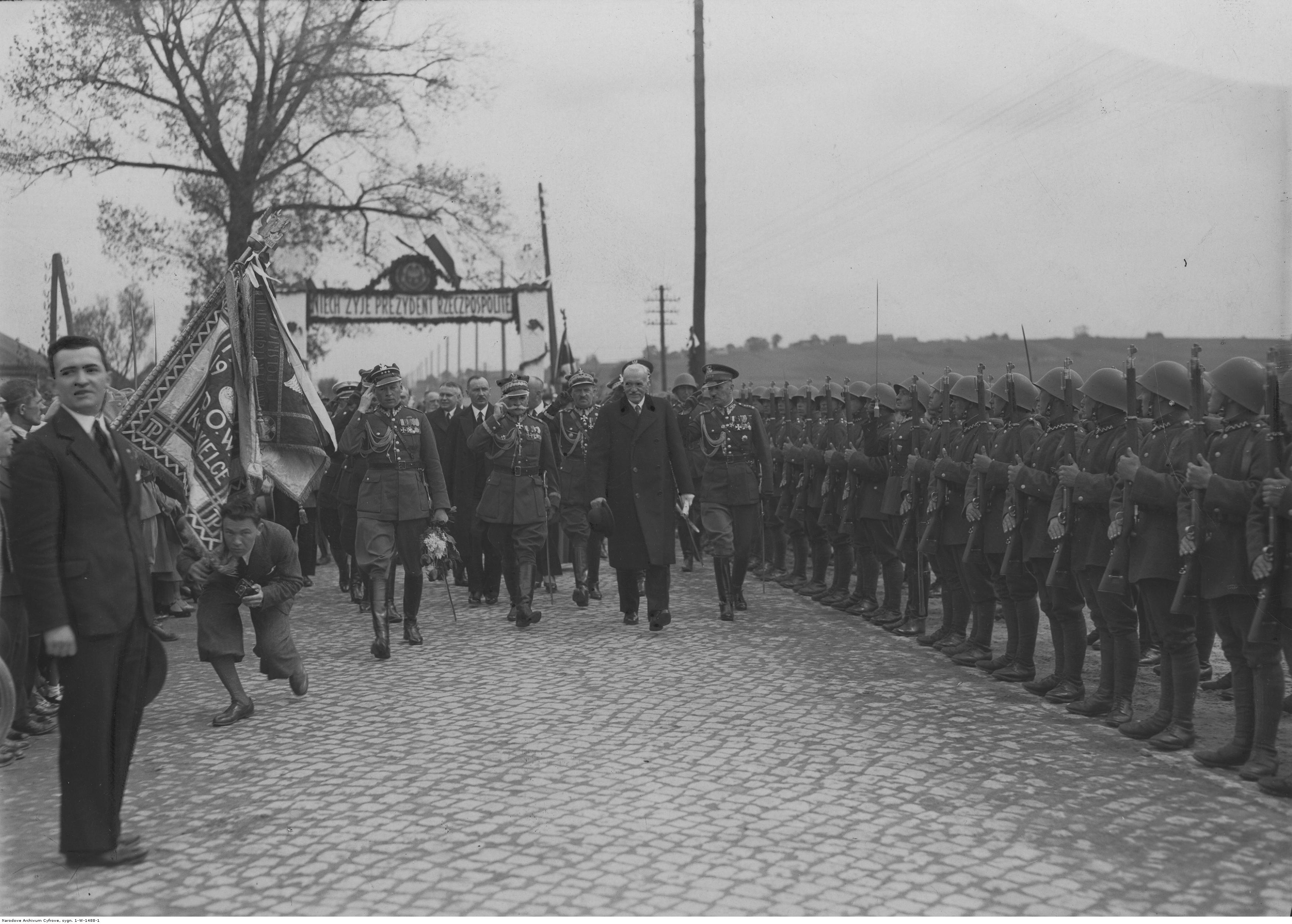
15-lecie 2 pal w Kielcach – prezydent RP Ignacy Mościcki przed frontem żołnierzy; 12 czerwca 1933 r.

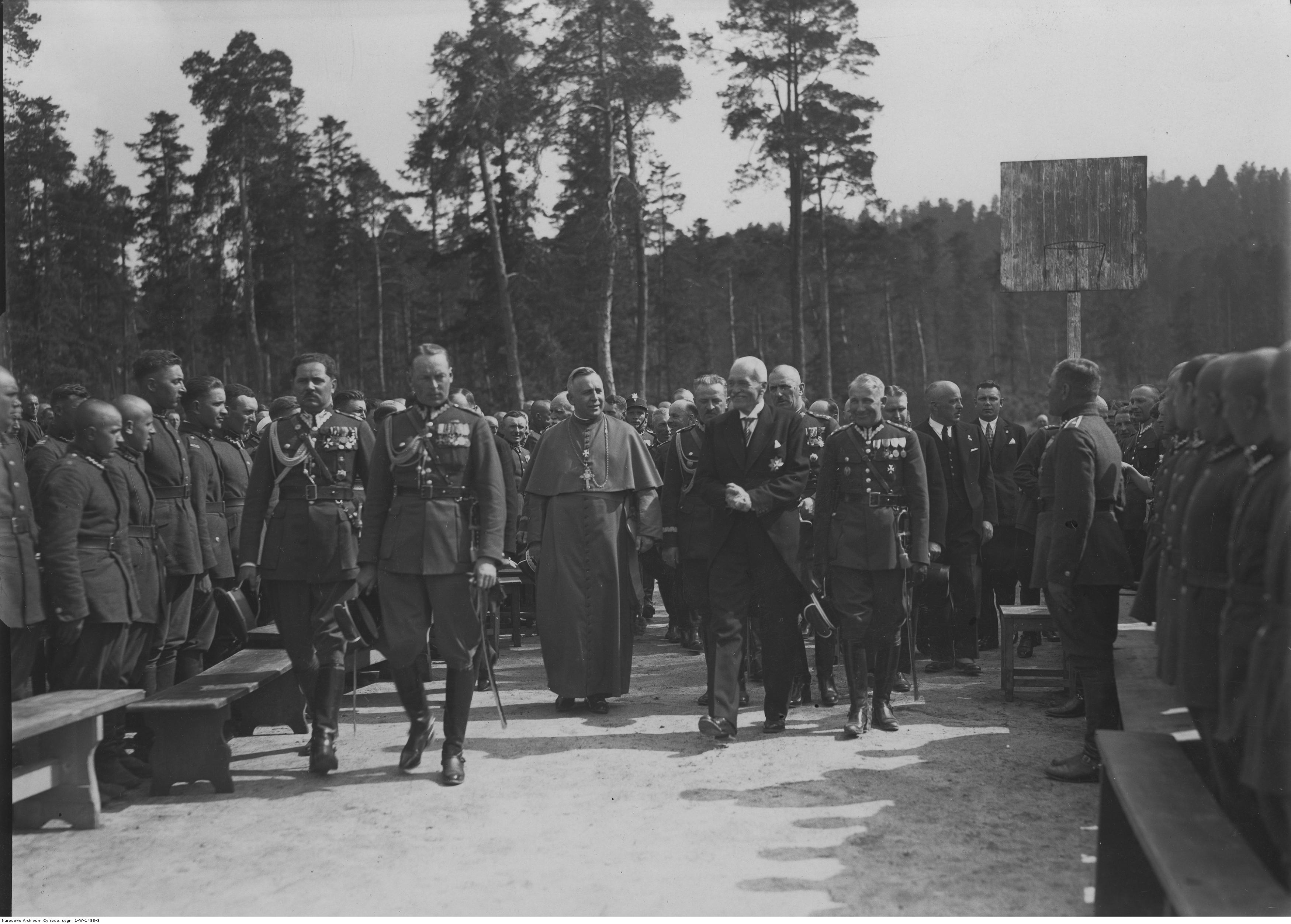
15-lecie 2 pal w Kielcach. W centrum prezydent RP Ignacy Mościcki i bp polowy WP Józef Gawlina

2 Pułk Artylerii Lekkiej Legionów (2 pal Leg.) – oddział artylerii lekkiej Wojska Polskiego w II Rzeczypospolitej.

## Formowanie i walki
Historia pułku sięga 11 listopada 1918 roku, kiedy kapitan Jan Maciej Bold z ochotnikami opanował Cytadelę w Warszawie. W oparciu o zdobyte konie i sprzęt artyleryjski przystąpił do organizacji 7 pułku artylerii polowej. W końcu grudnia 1918 roku, w Zegrzu, pułkownik Czesław Piotr Bzowski rozpoczął organizację 10 pułku artylerii polowej. W maju 1919 roku oba pułki zostają połączone w 1 pułk artylerii polowej Legionów. 12 czerwca 1919 roku oddział przemianowany został na 2 pułk artylerii polowej Legionów. Jednostka wchodziła w skład 2 Brygady Artylerii Legionów.
We wrześniu 1920 dysponował armatami francuskimi i austriackimi 100 mm haubicami.

### Mapy walk pułku

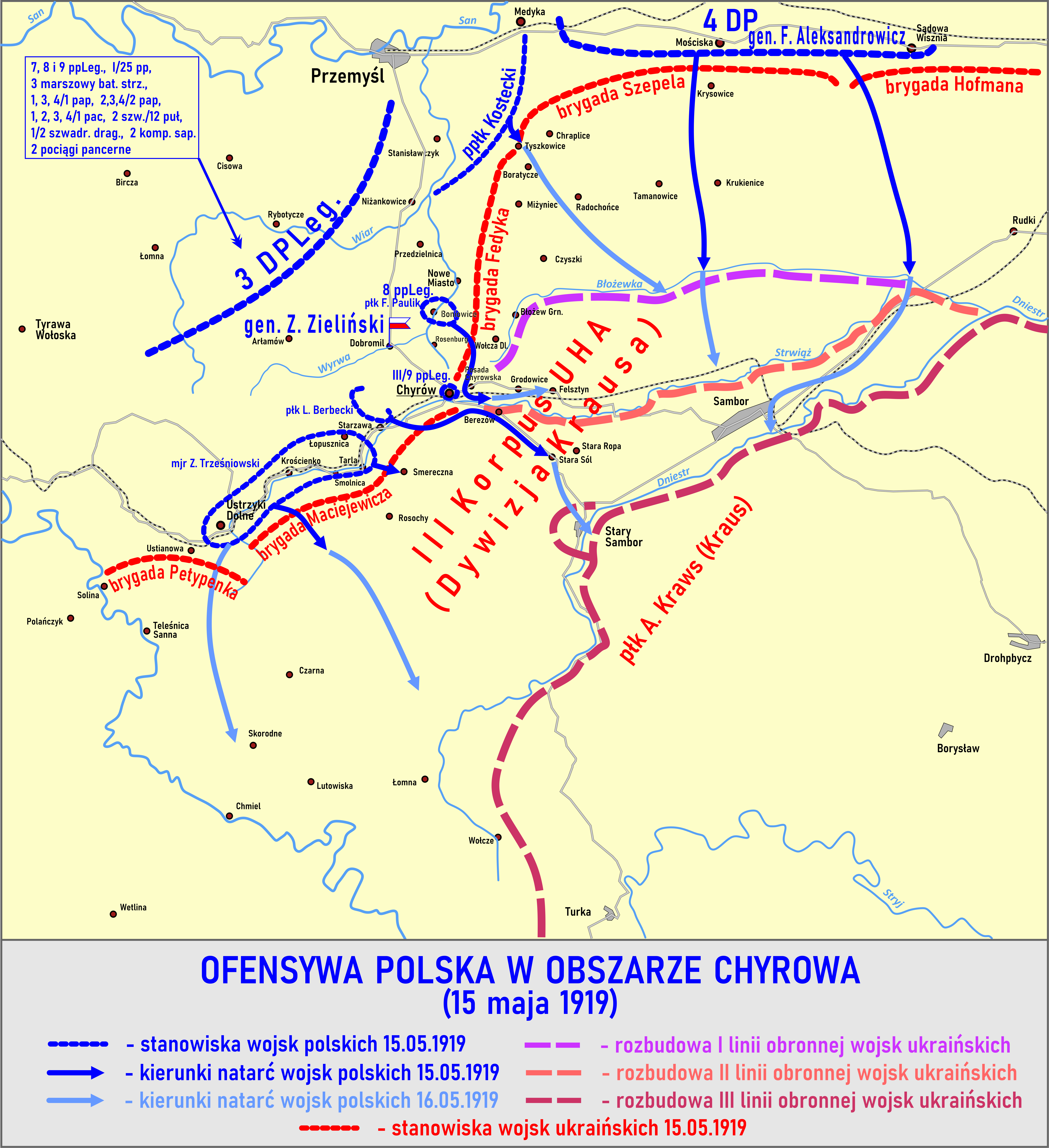
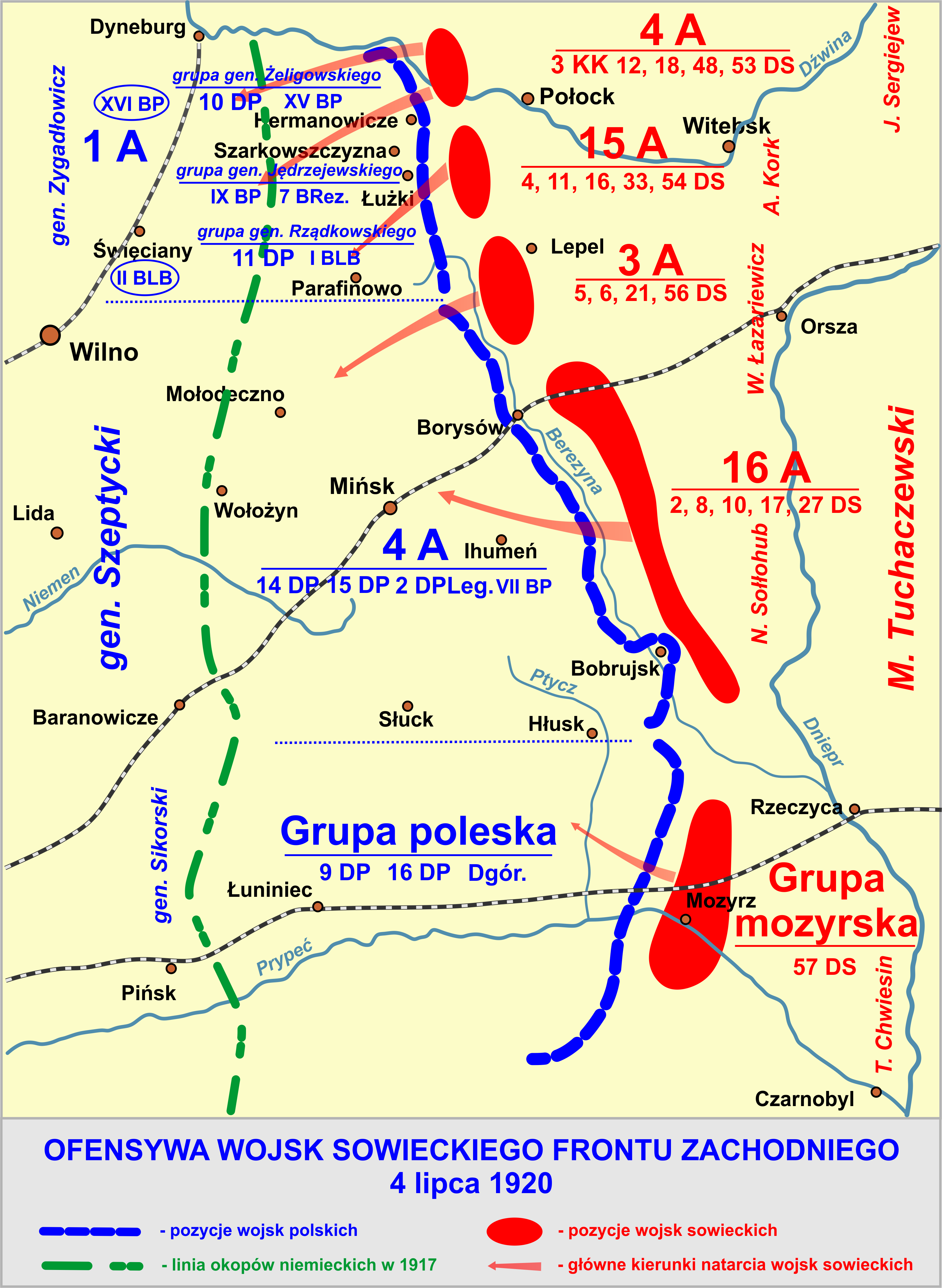
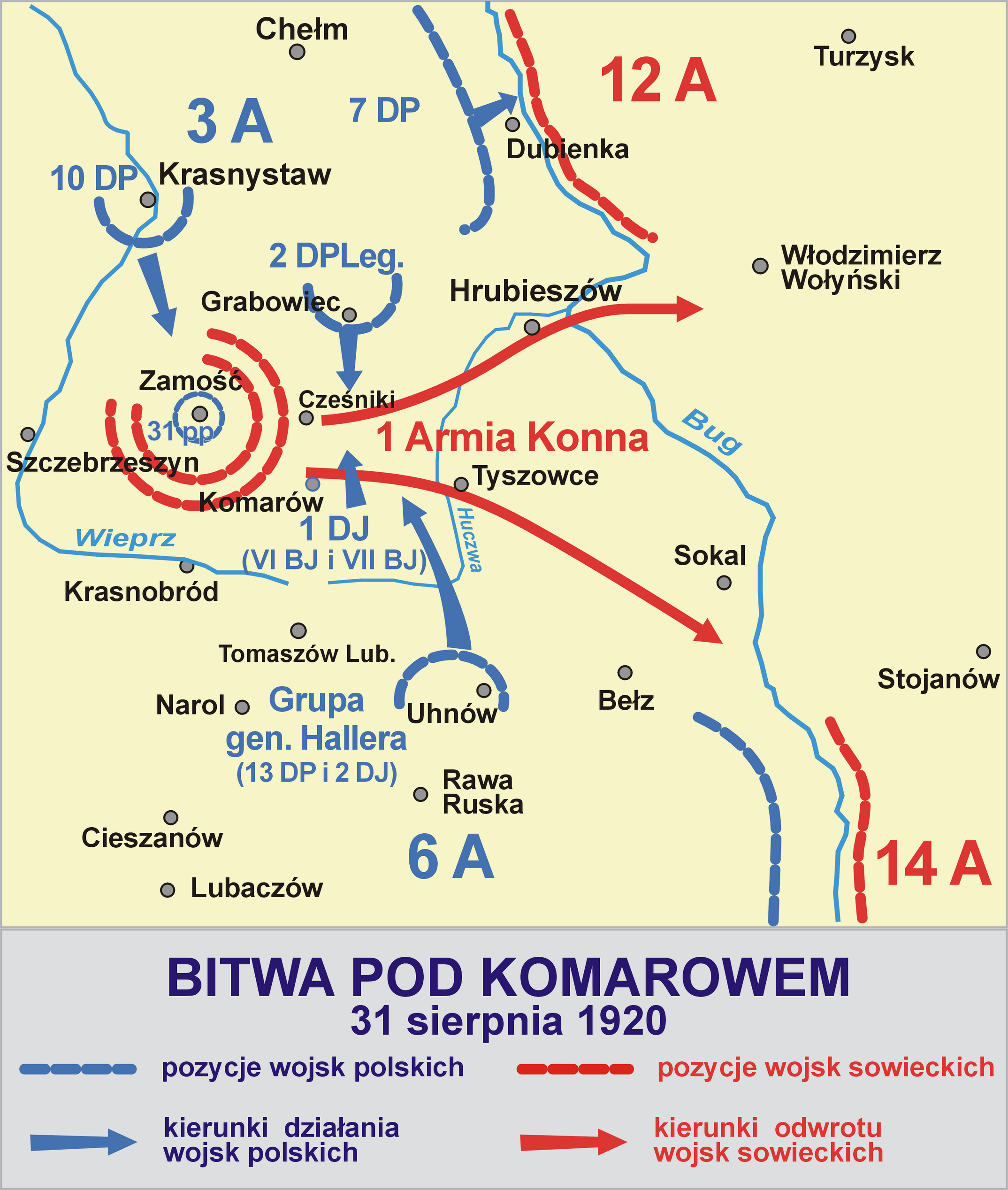

### Kawalerowie Virtuti Militari
| Żołnierze pułku odznaczeni Krzyżem Srebrnym Orderu Wojskowego Virtuti Militari | Żołnierze pułku odznaczeni Krzyżem Srebrnym Orderu Wojskowego Virtuti Militari | Żołnierze pułku odznaczeni Krzyżem Srebrnym Orderu Wojskowego Virtuti Militari |
| ------------------------------------------------------------------------------ | ------------------------------------------------------------------------------ | ------------------------------------------------------------------------------ |
| mjr Jan Bokszczanin                                                            | płk Jan Maciej Bold                                                            | kan. Lucjan Drożdżyński                                                        |
| ppor. Ludwik Jachimczyk                                                        | mjr Feliks Kamiński                                                            | kpt. Aleksander Kędzior                                                        |
| ognm. Kazimierz Kiełczykowski                                                  | ognm. Kazimierz Kocot                                                          | kan. Józef Lothole                                                             |
| kpr. Stanisław Małolepszy                                                      | bomb. Władysław Miszkiewicz                                                    | kpr. Józef Pajewski                                                            |
| ppor. Stanisław Ratajski                                                       | por. Edward Stencel                                                            | ppor. Zdzisław Straszewicz                                                     |
| kpt. Witold Sztark                                                             | plut. Klemens Tomczyk                                                          | kpr. Stefan Tomaszewski                                                        |
| kpt. Jerzy Aleksander Zawisza                                                  | ppor. Andrzej Zbyszewski                                                       | por. Wacław Zielonko-Zielonka                                                  |

## Pułk w okresie pokoju
Do 1939 roku pułk stacjonował w garnizonie Kielce na terenie Okręgu Korpusu Nr X. Był organiczną jednostką artylerii 2 Dywizji Piechoty Legionów. Pod względem wyszkolenia fachowego podporządkowany został dowódcy 10 Grupy Artylerii.

Za zasługi dla miasta, w 1933 pułk otrzymał honorowe obywatelstwo Kielc.
31 grudnia 1931, na podstawie rozkazu B. Og. Org. 1120 – 18 Org. Ministra Spraw Wojskowych marszałka Polski Józefa Piłsudskiego, 2 pap Leg. został przemianowany na 2 pułk artylerii lekkiej Legionów.
W maju 1939 roku została wprowadzona nowa organizacja pokojowa pułku, zgodnie z którą liczył on trzy dywizjony po dwie baterie przy czym I dywizjon był uzbrojony w 75 mm armaty wz. 1897, natomiast II i III dywizjon w 100 mm haubice wz. 1914/1919 P.
| Obsada personalna i struktura organizacyjna w marcu 1939 | Obsada personalna i struktura organizacyjna w marcu 1939 |
| Stanowisko                                               | Stopień, imię i nazwisko                                 |
| Dowództwo                                                | Dowództwo                                                |
| -------------------------------------------------------- | -------------------------------------------------------- |
| dowódca pułku                                            | płk dypl. Henryk Romiszowski                             |
| I zastępca dowódcy                                       | ppłk Mieczysław Dunin-Horkawicz                          |
| adiutant                                                 | por. Tadeusz Rojek                                       |
| starszy lekarz medycyny                                  | kpt. dr Stanisław Sawicki                                |
| lekarz weterynarii                                       | mjr wet. Zygmunt Samuel Krell                            |
| oficer zwiadowczy                                        | kpt. Jan Michalak                                        |
| II zastępca dowódcy (kwatermistrz)                       | mjr Józef Tomasz Porębny                                 |
| oficer mobilizacyjny                                     | kpt. Wincenty Brożych                                    |
| zastępca oficera mobilizacyjnego                         | por. adm. (art.) Józef Kazimierz Dotkiewicz              |
| oficer administracyjno-materiałowy                       | por. adm. (art.) Władysław Eustachy Kopański             |
| oficer gospodarczy                                       | kpt. int. Witold Józef Patykowski                        |
| oficer żywnościowy                                       | vacat                                                    |
| w dyspozycji II zastępcy dowódcy                         | kpt. kontr. Włodzimierz Zarycki                          |
| dowódca plutonu łączności                                | kpt. Zygmunt Komorowski                                  |
| Szkoła podoficerska                                      |                                                          |
| dowódca szkoły podoficerskiej                            | kpt. Leon Stefan Syski                                   |
| zastępca dowódcy                                         | por. Czesław Henryk Machowski                            |
| dowódca I plutonu                                        | por. Stanisław Kurpiel                                   |
| dowódca II plutonu                                       | por. Marceli Sobczyński                                  |
| dowódca III plutonu                                      | por. Władysław Bukraba                                   |
| I dywizjon                                               |                                                          |
| dowódca I dywizjonu                                      | mjr Roman Kałuziński                                     |
| dowódca 1 baterii                                        | kpt. Sławomir Leon Stecki                                |
| dowódca 2 baterii                                        | por. Jan Jankowski                                       |
| dowódca plutonu                                          | ppor. Antoni Marian Jakubowski                           |
| dowódca 3 baterii                                        | kpt. Władysław Borowik                                   |
| dowódca plutonu                                          | ppor. Andrzej Marian Kazimierz Zbyszewski                |
| II dywizjon                                              |                                                          |
| dowódca II dywizjonu                                     | mjr Kazimierz Józefowicz                                 |
| dowódca 5 baterii                                        | p.o. ppor. Jan Strusiński                                |
| dowódca plutonu                                          | ppor. Jerzy Wiktor Karol Kapitain                        |
| dowódca 6 baterii                                        | por. Jan Sieroń                                          |
| dowódca plutonu                                          | ppor. Henryk Marian Śpiewakowski                         |
| III dywizjon                                             |                                                          |
| dowódca III dywizjonu                                    | mjr Zygmunt Bodek-Mirski                                 |
| dowódca 7 baterii                                        | por. Antoni Prokop                                       |
| dowódca 8 baterii                                        | kpt. Adam Paulo de Silva                                 |
| dowódca plutonu                                          | ppor. Mieczysław Roman Dębek                             |
| dowódca plutonu                                          | ppor. Zdobysław Jan Dyszewski                            |
| odkomenderowany                                          | kpt. Stanisław Koziełł                                   |

## 2 pal Leg. w kampanii wrześniowej

### Mobilizacja
W dniu 27 sierpnia 1939 o godz. 19.00 w koszarach 2 pułku artylerii lekkiej Legionów w Kielcach rozpoczęto mobilizację alarmową w grupie żółtej składu wojennego pułku. W czasie od 30 do 56 godzin zmobilizowano 2 pal Leg. zgodnie z etatami wojennymi. W czasie od 56 do 60 godzin pułk zmobilizował pododdziały dywizyjne:
- pluton parkowy uzbrojenia nr 11
- kolumnę taborową nr 4
- warsztat taborowy nr 1.

W II rzucie mobilizacji powszechnej miał zmobilizować:
- II dywizjon armat 55 pal
- III dywizjon haubic 55 pal
- baterię marszową 2 pal Leg.
- baterię marszową 7 pal[13].

Z uwagi na zagrożenie Kielc przez atak oddziałów niemieckich, mobilizację pododdziałów II rzutu mobilizacji powszechnej przyspieszono. Rozkazem dowódcy DOK nr X mobilizację obu dywizjonów 55 pułku artylerii lekkiej rozpoczęto 2 września zamiast 10–11 września 1939.
Mobilizacja alarmowa odbyła się częściowo w koszarach pułku w Kielcach, a częściowo w okolicznych wsiach Dyminy, Posłowice i Karczówka. Mobilizacja osobowa odbyła się wzorowo, natomiast problemy i opóźnienia nastąpiły przy mobilizacji koni, uprzęży i wozów konnych. Od wieczora 29 sierpnia rozpoczęto załadunek pododdziałów pułku do transportów kolejowych na stacji Kielce-Herby. Pułk był transportowany w kolejności III dywizjon, dowództwo pułku, I dywizjon i II dywizjon. Ostatnie pododdziały pułku załadowano do transportów kolejowych w nocy 31 sierpnia. W dniach 30 sierpnia – 1 września pułk wyładowano na stacji w Pabianicach i sukcesywnie przemaszerował do czasowych miejsc postoju w miejscowościach Zelówek, Czestków, Buczek i Zelów.

### Działania bojowe
Z uwagi na koncentrację 2 Dywizji Piechoty Legionów w odwodzie Armii „Łódź”, 1 września po południu 2 pal Leg. zajął rejony postoju; I dywizjon miejscowość Buczek-Pieńki, II dywizjon Brodnica, III dywizjon Czarny Las. 2 września dywizjony przydzielono do pułków piechoty w 2 DP Leg.

#### Walki III/2 pal Leg.
Z uwagi na skierowanie 2 pułku piechoty Legionów na odcinek Borowa Góra-Rozprza, po południu tego dnia wraz z nim pomaszerował III dywizjon haubic. W trakcie marszu, 7 bateria była atakowana przez samolot niemiecki, który obrona przeciwlotnicza baterii zestrzeliła. 7 bateria wspierała batalion I/2 pp Leg. na odcinku Bełchatów, a pozostała część dywizjonu III/2 pal Leg. batalion III/2 pp Leg. na odcinku Borowskie Góry. III dywizjon zajął stanowiska ogniowe w miejscowości Borowa. Zajęto punkty obserwacyjne: dywizjonowy na wzg. 278,5, w pobliżu punkty obserwacyjne 7 i 8 baterii. Bateria 9 została przydzielona jako bezpośrednie wsparcie III/2 pp Leg. Do obrony Jeżowa, gdzie była przeprawa przez Prudkę wydzielono działon z 9 baterii. Przez dzień 3 września dokonano rozpoznania przedmiotów terenowych, nawiązano łączność i urządzono główne i zapasowe stanowiska ogniowe i punkty obserwacyjne. 4 września na przedpolu pozycji Borowskich Gór pojawiła się kolumna samochodów niemieckich, jadąca szosą na odcinku Gałkowice Stare-Parzniewice. Około godz. 12.00 na żądanie dowódcy batalionu III/2 pp Leg. 9 bateria otworzyła nieskuteczny ostrzał w kierunku szosy, z uwagi na zbyt dużą odległość. Po południu baterie 7 i 8 uczestniczyły w odparciu natarcia niemieckiego batalionu piechoty zmotoryzowanej na pozycję Bełchatów bronioną przez batalion I/2 pp Leg. Cały dywizjon ostrzelał zgrupowanie czołgów niemieckich w rejonie Wroników-Laski, które to kierowały się w kierunku Jeżowa. O godz. 13.35 na pozycje III/2 pp leg. wyszło natarcie niemieckiej piechoty z czołgami z rejonu Pawłowa, ostrzał haubic unieruchomił kilka niemieckich czołgów. Legioniści batalionu III/2 pp Leg. odrzucili natarcie niemieckiej piechoty z 4 Dywizji Pancernej. Po stoczonej walce w Jeżowie, działon haubicy wraz z piechotą wycofał się na nowe stanowiska, położone na skraju lasu na północny wschód od Jeżowa. Baterie 7 i 8 wspierały batalion I/2 pp Leg. w odparciu niemieckiego ataku z rejonu Rząsawy, na obronę w Księżym Młynie. O godz. 18.20 oddziały 4 DPanc. wykonały natarcie na odcinek Borowskie Góry, z udziałem 60 czołgów wspartych ogniem artylerii. Dzięki ostrzałowi haubic dywizjonu niemiecki atak odparto. Jednocześnie baterie haubic usiłowały zwalczać artylerię niemiecką.
Nocą 4/5 września 7 bateria osłoniła odwrót kompanii 2 pp leg., która dokonała wypadu na niemiecką broń pancerną w lesie Augustynów. Od rana 5 września na pozycje Borowej Góry, z silnym wsparciem artylerii, natarcie wykonała niemiecka 4 DPanc. W wyniku silnego ostrzału przerwano linie łączności i obezwładniono dywizjonowy punkt obserwacyjny. W wyniku czego, poległ adiutant dywizjonu ppor. rez. Barcz, a mjr Bodek-Mirski doznał szoku nerwowego. Dowództwo dywizjonu objął kpt. Komorowski. Pomimo dezorganizacji dowodzenia, III dywizjon położył ogień zaporowy, na niemieckie czołgi, na lewym skrzydle obrony, na polanie Blizna. Natarcie niemieckie załamano. Około godz. 14.00 niemiecka 4 DPanc. wykonała kolejne natarcie, które wdarło się w obronę 2 pp Leg. i ok. godz. 18.00 dotarło do stanowisk ogniowych III/2 pal Leg. Kontratak legionistów 2 pp częściowo odrzucił oddziały niemieckie. Po północy 5/6 września rozpoczęto wycofywać obsadę obu odcinków, baterie III/2 pal Leg. wycofały się przez Bełchatów, Drużbicę na Dłutów. Podczas dwudniowych walk dywizjon unieruchomił i zniszczył kilkanaście niemieckich pojazdów pancernych i nieznaną bliżej liczbę pojazdów samochodowych. Poniósł jednak znaczne straty osobowe i w koniach. Utracono znaczną ilość uzbrojenia i sprzętu. Od ognia niemieckiego 9 bateria utraciła 3 haubice, a 8 bateria jedną. Większych strat uniknęła 7 bateria, z uwagi na częstą zmianę stanowisk ogniowych. Zrozpaczony dowódca 9 baterii usiłował dokonać samobójstwa, ciężko się raniąc w głowę.
Po dotarciu w rejon Dłutowa, III/2 pal Leg. podporządkowany został 30 Dywizji Piechoty. Przebywający w lesie dywizjon był nieskutecznie bombardowany przez lotnictwo niemieckie. Po zajęciu stanowisk ogniowych na leśnej przesiece, z 7 baterii wysunięto jeden działon jako ubezpieczenie ppanc. Podczas dalszego odwrotu, działon ten już nie dołączył do baterii. Wieczorem 6/7 września dywizjon wraz z 2 pp Leg. pomaszerował trasą Górki Małe, Tuszyn, Poddębice. O świcie 7 września na południowy zachód od Tuszyna w rejonie wzg. 241 kolumna 2 pp Leg. została ostrzelana przez niemiecką broń pancerną. III/2 pal Leg. zajął stanowiska ogniowe i ostrzelał pojawiające się czołgi i piechotę niemiecką. Następnie wsparł natarcie 2 pp Leg. na Tuszyn, który odbito. Następnie dywizjon pomaszerował do lasów Poddębina na północny zachód od Tuszyna. Nocą dywizjon obsadził przeprawę w Rzgowie na rzece Ner, osłaniając dalszy odwrót 30 DP. Nocą 7/8 września III/2 pal Leg. wycofał się na Andrespol i dalej na Brzeziny. O świcie 8 września dywizjon wraz wspieranym 2 pp Leg. pomaszerował z Brzezin do Grzmiącej, tam bez kontaktu z nieprzyjacielem zajmował stanowiska ogniowe do wieczora. Następnie pomaszerował do wsi Dąbrówka Mała, nie zastał tam 2 pp Leg., który odszedł, więc samodzielnie podjął dalszy marsz. Osiągnął most na rzece Mroga w Kołacinie, dalej przez Kołacinek poszedł na Nadolną. 9 września o świcie dołączył do 2 pp Leg. w Lasach Chlebowskich. Po krótkim odpoczynku odmaszerował wraz z piechotą do Bobrowa, gdzie około południa dołączył do macierzystej 2 DP Leg.

#### Walki 2 pal Leg.
2 września 1939 po wymarszu III dywizjonu, w miejscu postoju pułku prowadzono szkolenie i zgrywanie baterii oraz zaprzęgów. 3 września po godz. 13.00 II dywizjon wymaszerował poprzez Łask, lasy Poręby, Holendry Paprockie, Marcelów do dyspozycji dowódcy 4 pułku piechoty Legionów. Podjęto wspólnie z 4 pp Leg. marsz w rejon Piaski-Zapolice, który osiągnięto późnym wieczorem 3 września. Nocą nowym rozkazem dywizjon przeszedł do Zduńskiej Woli, skąd dalej kolejnym rozkazem dyslokowany został do rejonu Sędziejowic. O godz. 7.30 4 września po osiągnięciu tego celu, przesunięto ostatecznie go do wsi Luciejów, do której dotarł o godz. 16.00. Dywizjon przemaszerował łącznie 70 km i przeszedł na odpoczynek. Został podporządkowany dowódcy artylerii dywizyjnej 28 Dywizji Piechoty. I dywizjon 3 września po południu odmaszerował przez Zelów do Czarnego Lasu. 4 września miejsce postoju I/2 pal Leg. zostało ostrzelane przez dwa niemieckie samoloty, bez większych strat. II dywizjon 5 września rano otrzymał rozkaz marszu do rejonu Strońsko-Bieleń, celem wsparcia kontrataku 4 pp Leg. na oddziały niemieckie. Z uwagi na zmęczenie koni niemożliwe stało się terminowe dołączenie dywizjonu do walki. Niemieckie natarcie z rejonu Strońska powstrzymało dalsze działania 4 pp Leg., pomimo spóźnionego wsparcia walki piechoty przez haubice II dywizjonu. Nieskuteczne działanie zmusiło 4 pp Leg. do odwrotu. 5 września o godz. 7.00, I dywizjon armat wraz z 3 pułkiem piechoty Legionów wyruszył w kierunku Ptaszkowic. Dotarł wieczorem do miejscowości Zygmuntów, gdzie zajął stanowiska ogniowe. W nocy otrzymał rozkaz powrotu do poprzedniego miejsca postoju. W trakcie marszu od dywizjonu odłączyła się grupa łącznościowców z oficerem łączności i sprzętem telefonicznym. Dowództwo pułku z plutonem topograficzno-ogniowym i taborami, stacjonowała w lesie w pobliżu stacji kolejowej w Łasku. Z uwagi na zarządzenie odwrotu 2 DP Leg. na północny wschód od Łaska I i II dywizjony rozpoczęły marsz 6 września bez styczności z nieprzyjacielem do rejonu Wronowice i Kolumna, który osiągnęły po południu 6 września. Oba dywizjony zajęły stanowiska ogniowe, gotowe do wsparcia 3 i 4 pułków piechoty Legionów. O zmroku podjęto dalszy odwrót na pozycję opóźniającą w rejonie Konstantynów-Srebrna, wzdłuż Neru między Mirosławicami a Lublinkiem. 7 września poprzez Łódź, 2 pal Leg. pomaszerował w szykach własnej dywizji 60 km. Do rejonu: I dywizjon do lasu na zachód od Cyrusowej Woli, a II dywizjon do lasu na wschód od Skoszewy.
8 września nad rzeką Mrogą odcinek od Głowna do Kamienia obsadził 4 pp Leg. za nim stanowiska zajął dywizjon II/2 pal Leg., dywizjon I/2 pal Leg. pełnił rolę artylerii ogólnego działania. Stanowiska pułku ostrzeliwane były przez niemiecką artylerie i atakowane przez lotnictwo, nie poniesiono strat. Nocą 8/9 września miejsce postoju dowództwa I dywizjonu i 3 baterii zostało zaatakowane przez niemieckich dywersantów, poległo kilku żołnierzy i zerwana została łączność z dowództwem artylerii 2 DP Leg. Po kilkugodzinnym oblężeniu pozostali żołnierze wyszli z okrążenia i dołączyli do baterii. Tej nocy dowódca dywizji wprowadził zamieszanie wydając rozkaz do odwrotu w kierunku Skierniewic, następnie go odwołał. W godzinach porannych 9 września dywizja rozpoczęła odwrót znad Mrogi po drodze Trzcianka, Bobrowa, Chebów w kierunku Skierniewic. Około godz. 8.00 na opuszczone dopiero pozycje, wyruszyło ze wsparciem artylerii niemieckie natarcie 10 Dywizji Piechoty. Pozostająca na stanowiskach 5 bateria haubic, bez osłony piechoty, do której nie dotarł rozkaz odwrotu, ostrzelała 50 pociskami niemiecką piechotę, skutecznie opóźniła pościg niemiecki. Bateria dołączyła do macierzystego dywizjonu. Pod Bobrową dołączył do dywizji III/2 pal Leg. Nocą 9/10 września dywizjony maszerowały przez Maków i Lewą Mokrą omijając zatłoczone Skierniewice. III dywizjon maszerował w straży tylnej dywizji. 10 września przed południem dywizja przekroczyła rzekę Rawkę pod miejscowością Rud i objęła obronę od Rudy do Kamiona. W godzinach popołudniowych w rejonie Rudy pojawiły się niemieckie oddziały rozpoznawcze, które haubice II i III dywizjonów skutecznie ostrzelały. Nocą 10/11 września 2 DP Leg. podjęła dalszy marsz, jako straż przednia maszerował z 2 pp Leg. dywizjon II/2 pal Leg. Jako straż tylna 3 pp Leg. z dywizjonem III/2 pal Leg. Przemieszczano się po trasie Franciszków, Wiskitki w kierunku Gole, Baranów na zachód od Błonia. Późnym popołudniem 11 września dywizja osiągnęła nakazany rejon. Po odpoczynku o godz. 20.00 wyruszono w kierunku Błonia w awangardzie maszerował 4 pp leg. wzmocniony dywizjonem II/2 pal Leg. O godz. 22.00 Błonie po krótkiej walce zostało zdobyte, dalszy ruch został za Błoniem zatrzymany przez niemiecką obronę. za Błoniem rozwinęła się na stanowiskach ogniowych 5 bateria haubic, lecz poza sporadyczną wymianą ognia do walki nie doszło. Bateria pozostała jako osłona dywizji do światu 12 września, natomiast II dywizjon wraz z piechotą pomaszerował w kierunku Leszna. O świcie 12 września na miejscowość Święcice uderzyła piechota dywizji ze wsparciem niepełnego II dywizjonu haubic, a następnie również ze wsparciem III dywizjonu. Piechota wyparła broniący Święcic batalion pułku SS-„Leibstandarte Adolf Hitler”. Pułk SS bronił dalej szosy do Warszawy, ok. 14.00 pod osłoną własnej artylerii rozpoczął odwrót. Wywiązał się pojedynek artyleryjski pomiędzy bateriami niemieckimi i polskimi 2 pal Leg., który trwał do zmroku. O godz.18.30 z rejonu Wiskitki na Pogroszew wykonał natarcie 3 pp Leg. ze słabym wsparciem dwu bateryjnego II dywizjonu i III dywizjonu. Wsparcie było niedostateczne z uwagi na kończącą się amunicję, pomimo tego 3 pp Leg. zdobył dwór Pogroszew. Dalszą walkę po godz. 22.00 zakończono.
13 września o godz. 8.00 na Umiastów i Ołtarzew uderzył 2 pp Leg. ze wsparciem 5 baterii i III dywizjon ze stanowisk ogniowych w rejonie Folwark-Wolskie. Natarcie postępowało do czasu jak haubice III dywizjonu posiadały amunicję, po jej wyczerpaniu III dywizjon wycofał się w kierunku Zaborowa i Modlina. Gdy podjęto decyzję o przerwaniu natarcia i wycofaniu się, oddziały niemieckiej 4 DPanc. przystąpiły do kontrataku, po odejściu III dywizjonu przy 2 pp Leg. pozostała jedynie 5 bateria haubic i nieliczne posiadające jeszcze amunicję z pozostałych baterii II dywizjonu. Ogniem ich kierował dowódca II/2 pal Leg. kpt. Syski, który przebywał w szykach osłaniającej odwrót piechoty. Po wystrzelaniu prawie całej amunicji 5 bateria odskoczyła w kierunku Borzęcina Dużego. Z uwagi na silny ostrzał artylerii niemieckiej 5 bateria utraciła konie w zaprzęgu haubicy i jaszcza. Z uwagi na brak możliwości ewakuacji porzucono haubicę i jaszcz uprzednio je niszcząc trwale. W dniu 14 września przed południem do Modlina dotarły wraz z nadciągającą 2 DP Leg. II i III dywizjonu haubic 2 pal Leg. Baterie przyprowadziły do Modlina: 4 i 6 po cztery haubice, 5, 7 i 8 po trzy haubice, a 9 bateria jedną haubicę. Łącznie 18 haubic. 16 września 2 DP Leg. zajęła odcinek obrony, a dywizjony stanowiska ogniowe: III w zaroślach na południe od wsi Gałachy, II w rejonie Kazunia Niemieckiego. W bateriach uzupełniono częściowo amunicję. 17 września III/2 pal Leg. udzielił wsparcia ogniowego 2 pp Leg., na którego pozycje wyszło niemieckie natarcie. Prowadzenie ognia zdemaskowało stanowiska ogniowe, które przeniesiono na wschodni brzeg Wisły i zamaskowano wikliną. 21 września z uwagi na wykrycie zmieniła stanowiska bateria 5/2 pal Leg. zajmując cypel przy ujściu Bugo-Narwi do Wisły. 22 i 25 września III/2 pal Leg. brał udział w odparciu natarcia niemieckiej DPanc. „Kempf” na odcinek Zakroczym. 27 września poległ oficer zwiadu III dywizjonu ppor. Dyszewski. 28 września II/2 pal Leg. ponownie zamienił stanowiska ogniowe, zajmując nowe na wałach twierdzy. 29 września po otrzymaniu informacji o kapitulacji, zakopano resztki amunicji i część broni ręcznej, zniszczono radiostacje i spalono dokumentację. Tego dnia zakończył istnienie 2 pal Leg.

#### Walki I/2 pal Leg.
Po otrzymaniu rozkazu z miejsca postoju wyruszył I dywizjon z dowództwem pułku. Po południu 9 września zgrupowanie ppłk. Dunin-Horkawicza minęło Skierniewice, po sforsowaniu Rawki dowódca pułku nakazał postój w lesie obok drogi, na postój zatrzymało się dowództwo 2 pal Leg., dowództwo I/2 pal Leg. i tabory pułkowe i dywizjonowe i dwie taczanki opl. Rozkaz nie dotarł do maszerujących w tyle baterii, które pomaszerowały w kierunku Mszczonowa. Grupa dowództwa z taborami 10 września przemieściła się przez Wiskitki do Błonia, po uzyskaniu informacji, że dalsza droga do Warszawy jest odcięta przez wojska niemieckie, pojechała do Puszczy Kampinoskiej. Dojechano przez Leszno do Zaborówka, gdzie zatrzymano się na postój. 11 września po wyruszeniu w kierunku Modlina, grupa została zaatakowana silnie przez niemieckie lotnictwo. W wyniku paniki rozproszeniu uległa część taborów. Doszło też do podziału grupy; dowództwo I dywizjonu dotarło do Modlina, a następnie w rejon Łukowa. Natomiast adiutant dywizjonu z dwoma taczankami dotarł do Warszawy i nocą 15/16 września dołączył do pułku w Modlinie. Baterie armat I dywizjonu 10 września podjęły próbę samotnego przebicia się do Warszawy. W wyniku zaciekłej walki z niemieckim oddziałem pancerno-motorowym utracono wielu żołnierzy, dużo sprzętu oraz część armat. Jako pierwsza przedarła się do Stolicy 1 bateria w sile trzech armat. Weszła w skład jej załogi i walczyła do dnia kapitulacji miasta. Po walce osobno w kierunku Warszawy przebijały się 2 i 3 baterie, bocznymi drogami. Osiągnęły Wiskitki skąd skierowały się na Błonie, w trakcie przedzierania się, były atakowane przez lotnictwo niemieckie. Pod Warszawą bateria 3 stoczyła walkę z samotnym niemieckim czołgiem. Ostatecznie do Warszawy przebiły się 2 bateria z dwoma armatami i 3 bateria z trzema armatami. Obie baterie skierowane zostały do koszar 1 dywizjonu artylerii konnej na wypoczynek. Ze względu na chaos rozkazodawczy jeszcze 11 września obie baterie dostały rozkaz marszu do Sępochów, gdzie miał się znajdować punkt zbiórki 2 DP Leg. Jednocześnie natknięto się prawdopodobnie na niemieckiego dywersanta w mundurze pułkownika, który skierował obie baterie wprost pod lufy niemieckich armat. Ze względu na ujawnienie przedwcześnie niemieckiej zasadzki uniknięto strat. Jednak podczas wycofywania się doszło do rozdzielenia baterii.
Nocą 12/13 września 3 bateria dotarła do Garwolina. Po otrzymaniu informacji o mającej nastąpić koncentracji jednostek w Mińsku Mazowieckim, udali się tam po rozkazy kpt. Paulo z por. Bukrabą. Wobec pogłosek o zbliżaniu się do Garwolina niemieckich jednostek dowodzący baterią ppor. rez. Zygmunt Piątkiewicz wyruszył z 3 baterią w kierunku Lublina. 13 września po południu po dojechaniu do mostu na rzece Okrzejka, wykryto oddziały niemieckie. Jeden działon wysunięto na skraj lasu, pozostałe rozwinięto nad rzeką na stanowiskach ogniowych, urządzono punkt obserwacyjny. W trakcie prac nadleciał niemiecki samolot obserwacyjny i po chwili na pozycje baterii spadła niemiecka nawała artyleryjska, oraz natarcie przeprowadziła niemiecka piechota. Podjęto natychmiastowy odwrót, utracono większość koni wierzchowych i dowodzącego 3 baterią ppor. rez. Z. Piątkiewicza, który ranny dostał się do niewoli. Pozostawiono wysunięty działon. 14 września poprzez Otwock, na czele z ppor. rez. Chojeckim, tocząc drobne potyczki, wieczorem 3 bateria dotarła do Warszawy. Została skierowana do Łazienek i 15 września obie armaty wraz z obsługami zostały skierowane na różne odcinki jako artyleria towarzysząca. 2 bateria armat po rozdzieleniu się dotarła nocą 13/14 września do Garwolina. Następnie rano 14 września pomaszerowała w kierunku Ryk. Około południa koło wsi Potasznik na 2 baterię uderzył oddział ze składu Dywizji Pancernej „Kempf”, w wyniku walki 2 bateria została rozbita. Utracono jeden z działonów. Ocalały działon pomaszerował na południowy wschód docierając do rejonu Zwierzyńca. Dołączył on tam do baterii 6/55 pal.

### Oddział Zbierania Nadwyżek 2 pal Leg.
Po zmobilizowaniu i wyjechaniu 2 pal Leg. do miejsca koncentracji wraz z macierzystą 2 DPLeg. dowództwo nad pozostałościami i nadwyżkami mobilizacyjnymi objął II zastępca dowódcy 2 pal Leg. mjr Józef Porębny. Ze względu na przyspieszenie terminu formowania pododdziałów II rzutu mobilizacyjnego mjr Porębny przystąpił pomimo skromnych zasobów osobowych i koni do pospiesznego formowania bojowych jednostek 55 pal. Wydzielił posiadane zawiązki osobowe, wszystkie posiadane konie i tabor na potrzeby formowania baterii obu dywizjonów. Z uwagi na małą liczbę rezerwistów, którzy mieli się stawić w jednostce dopiero 6 września odstąpiono od mobilizacji baterii marszowych 2 pal Leg. i 7 pal. Po wystawieniu do 4 września baterii: 4, 5 i 7 częściowo improwizowanych z uwagi na niedobory osobowe i w środkach transportu (konie i wozy) skierowano je, do walki na przedpole Radomia i Kielc. W związku z rozkazem ewakuacji z Kielc mjr Porębny zebrał zawiązki pozostałych formowanych baterii, zgłaszających się ciągle rezerwistów, działa, broń i sprzęt, podjął marsz poprzez Sandomierz do Jarosławia. Po skoncentrowaniu w Jastkowicach całości oddziału nadwyżek i zawiązków baterii, 8 i 9 września zmobilizowano 6 baterię armat i 9 baterię haubic. Baterie te z przyłączonymi pododdziałami 12 pułku artylerii lekkiej (9 bateria haubic, kolumna amunicyjna III/12 pal i bateria armat piechoty) sformowano w improwizowany dywizjon II/55 pal. Na dowódcę mjr Porębny wyznaczył mjr. Wacława Cypryszewskiego. Dywizjon ten wszedł w skład Grupy „Sandomierz”. Pozostałe nadwyżki wraz z niezmobilizowaną jeszcze 8 baterią haubic pomaszerowały w nocy z 13/14 września do Zamościa. Z uwagi na zajęcie rejonu Zamościa przez wojska niemieckie, oddział nadwyżek pomaszerował w kierunku północnym. Przez Szczebrzeszyn i Turobin 15 września osiągnięto Piaski Luterskie, a następnie rejon Chełma Lubelskiego. Rozkazem dowódcy Frontu Północnego gen. dyw. S. Dęba-Biernackiego, OZN 2 pal Leg. i baterię 8/55 pal skierowano do wsi Kamień na wschód od Chełma. Tam na rozkaz dowódcy III Brygady Piechoty płk. Stanisława Tatara z 8/55 pal kpt. Borowika, wydzielono 2 haubice tworząc nową baterię kpt. Wincentego Brożycha. Baterię kpt. Brożycha utworzono z posiadanych w brygadzie artylerzystów; oficerów i kanonierów oraz koni i sprzętu artyleryjskiego. Reszta OZN 2 pal Leg. weszła w skład spieszonego dywizjonu artylerii mjr. Mieczysława Kułakowskiego i dzieliła z nim dalsze losy.
| Struktura organizacyjna i obsada personalna we wrześniu 1939 | Struktura organizacyjna i obsada personalna we wrześniu 1939  |
| Stanowisko                                                   | Stopień, imię i nazwisko                                      |
| Dowództwo pułku                                              | Dowództwo pułku                                               |
| ------------------------------------------------------------ | ------------------------------------------------------------- |
| dowódca pułku                                                | ppłk Mieczysław Dunin-Horkawicz                               |
| adiutant pułku                                               | por. Tadeusz Rawicz-Rojek                                     |
| oficer zwiadowczy                                            | ppor. rez. Jakub Majewski                                     |
| oficer łączności                                             | por. Władysław Bakraba                                        |
| oficer obserwacyjny                                          | ppor. Mieczysław Dąbek                                        |
| dowódca plutonu topograficzno-ogniowego                      | por. rez. Zygmunt Grabowiecki                                 |
| I dywizjon                                                   |                                                               |
| dowódca dywizjonu                                            | mjr Roman Kałuziński                                          |
| adiutant dywizjonu                                           | ppor. rez. inż. Antoni Arkuszewski                            |
| oficer zwiadowczy                                            | por. rez. Jan Binkiewicz                                      |
| oficer obserwacyjny                                          | ppor. rez. Jan Lech                                           |
| oficer łączności                                             | ppor. rez. Wacław Barga                                       |
| dowódca kolumny amunicyjnej                                  |                                                               |
| dowódca 1 baterii                                            | kpt. Sławomir Stecki                                          |
| dowódca 2 baterii                                            | por. Czesław Machowski                                        |
| dowódca 3 baterii                                            | kpt. Adam Paulo                                               |
| oficer zwiadowczy                                            | ppor. rez. Zygmunt Piątkiewicz                                |
| oficer ogniowy                                               | ogn. pchor. Borowiec                                          |
| II dywizjon                                                  |                                                               |
| dowódca dywizjonu                                            | kpt. Leon Syski                                               |
| adiutant dywizjonu                                           |                                                               |
| oficer łączności                                             | ppor. Jerzy Kapitan                                           |
| oficer zwiadowczy/ogniowy                                    | ppor. Jan Strusiński od 17 IX 1939                            |
| dowódca kolumny amunicyjnej                                  | ppor. rez. Wacław Stawirej                                    |
| dowódca 4 baterii                                            | por. Jan Sieroń                                               |
| dowódca 5 baterii                                            | ppor. Jan Strusiński do 17 IX 1939por. Antoni Prokop          |
| oficer zwiadowczy                                            | ppor. rez. Czesław Tadeusz Strojwąs                           |
| dowódca 6 baterii                                            | por. Marceli Sobczyński                                       |
| oficer zwiadowczy                                            | ppor. rez. Franciszek Wójcik                                  |
| oficer ogniowy                                               | ppor. rez. inż. Mieczysław Dunalewicz                         |
| III dywizjon                                                 |                                                               |
| dowódca dywizjonu                                            | mjr Zygmunt Bodek-Mirski do 5 IX 1939 kpt. Zygmunt Komorowski |
| adiutant dywizjonu                                           | ppor. rez. Barcz?                                             |
| oficer zwiadowczy                                            | ppor. Zdobysław Dyszewski                                     |
| dowódca 7 baterii                                            | por. Stanisław Kurpiel                                        |
| oficer zwiadowczy                                            | por. rez. Henryk Kędzierzawski                                |
| oficer ogniowy                                               | ppor. Kazimierz Rak                                           |
| dowódca 8 baterii                                            | kpt. Zygmunt Komorowski                                       |
| oficer zwiadowczy                                            | ppor. Król                                                    |
| oficer ogniowy                                               | ppor. Wrona                                                   |
| dowódca 9 baterii                                            | kpt. Jan Michalak                                             |
| oficer zwiadowczy                                            | ppor. rez. Rynkiewicz                                         |
| oficer ogniowy                                               | ppor. rez. Stanisław Wiciński                                 |

### Mapy walk pułku w 1939

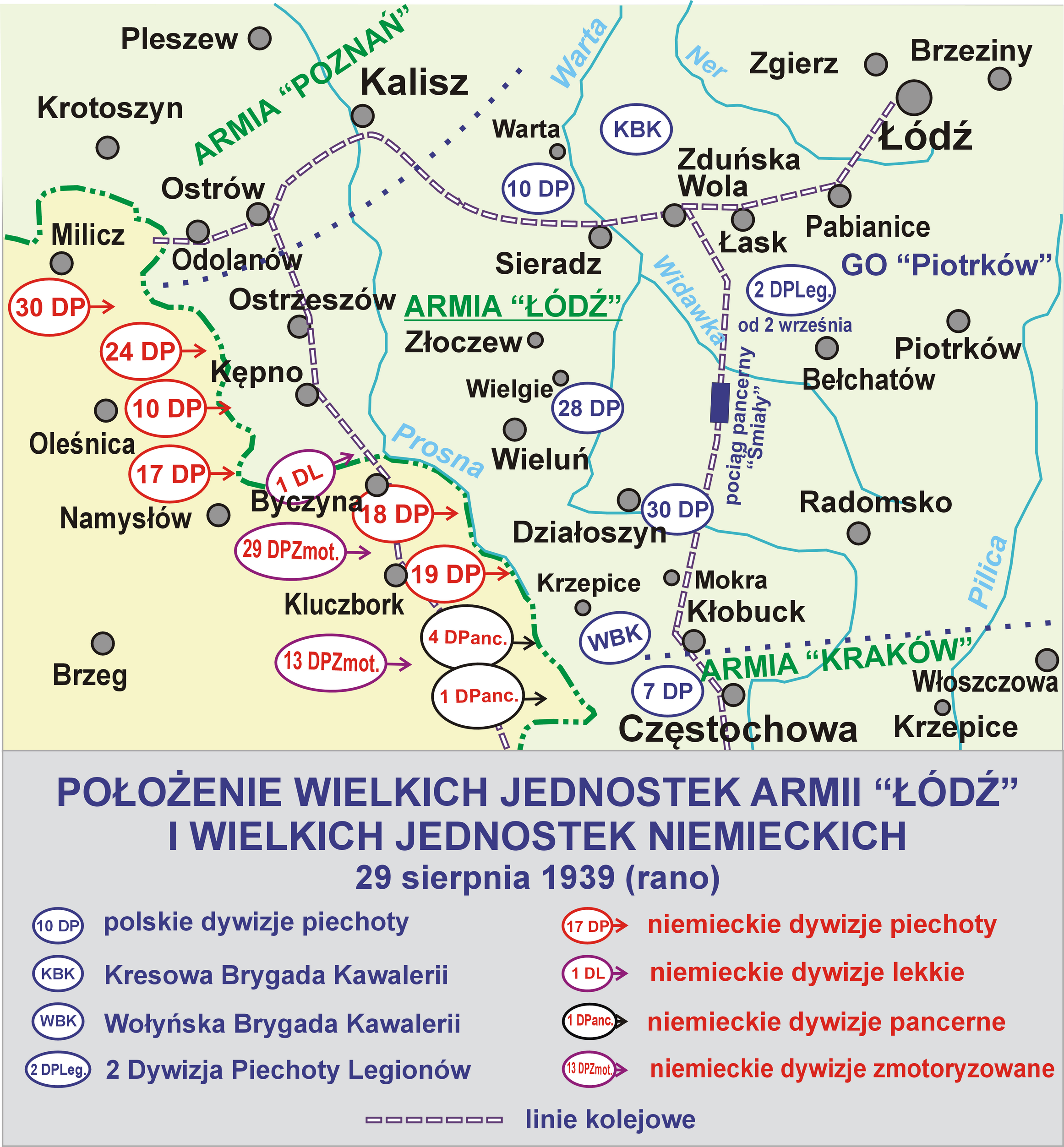
w składzie 2 DPLeg.
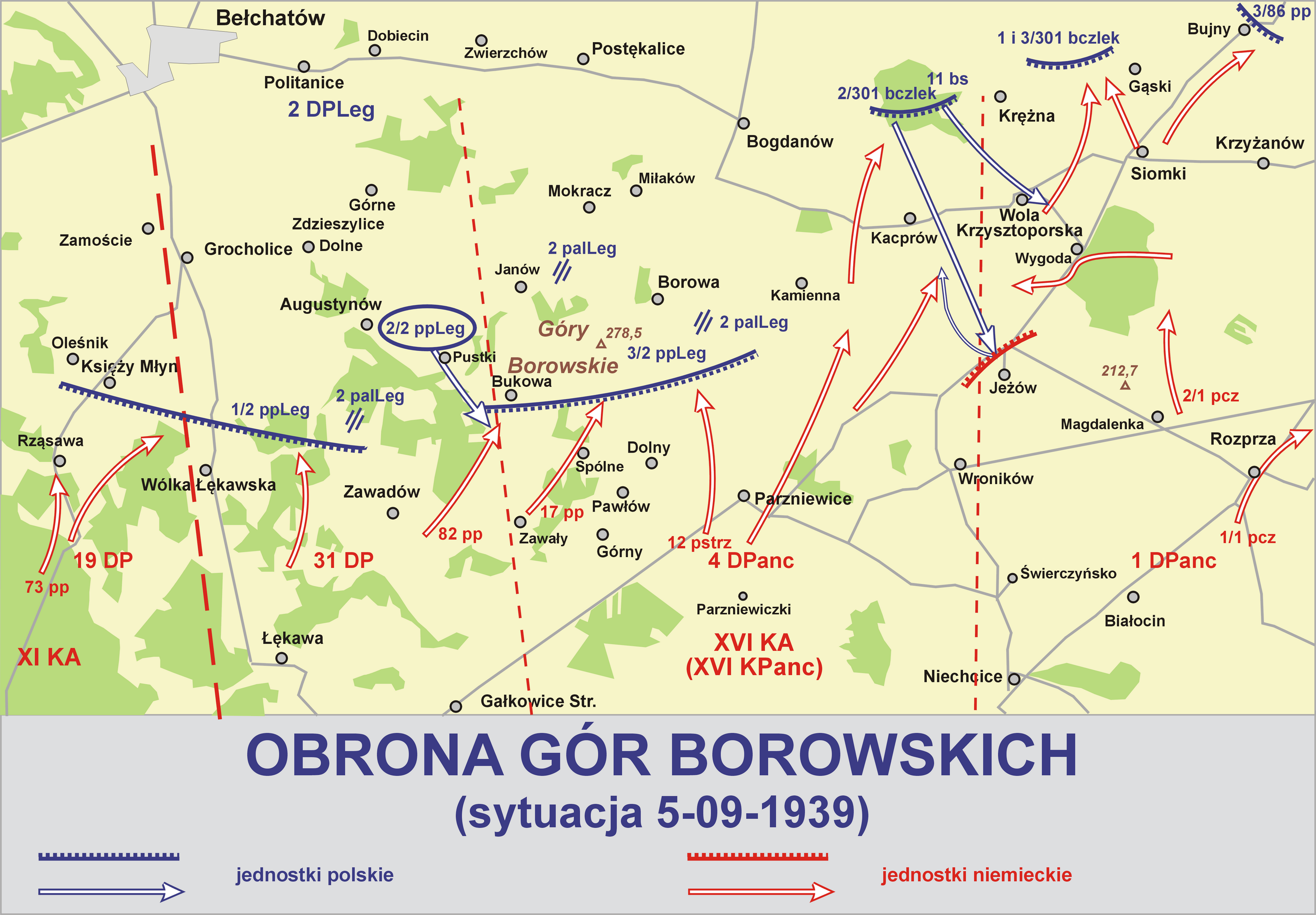
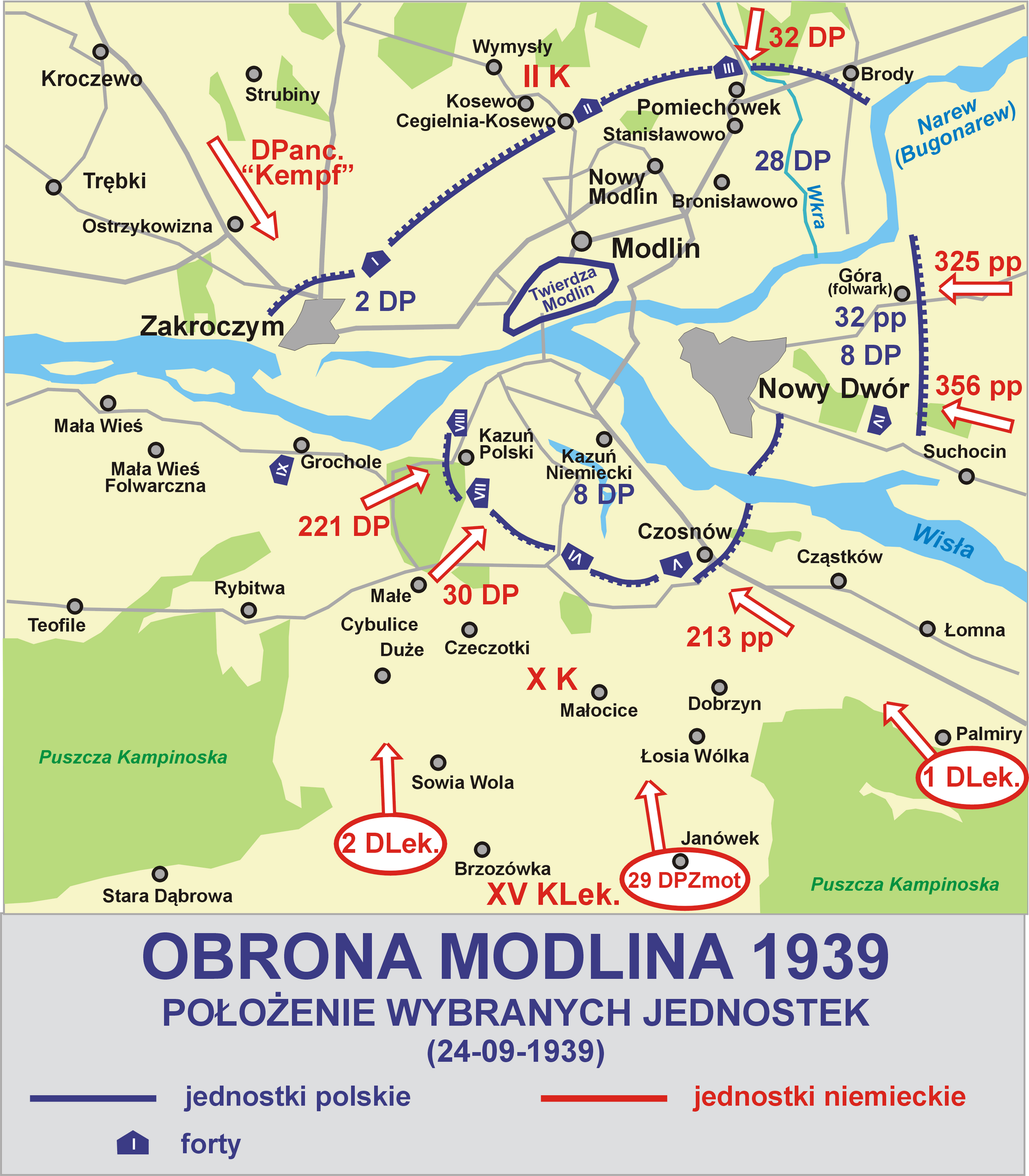

## Symbole pułku

### Sztandar

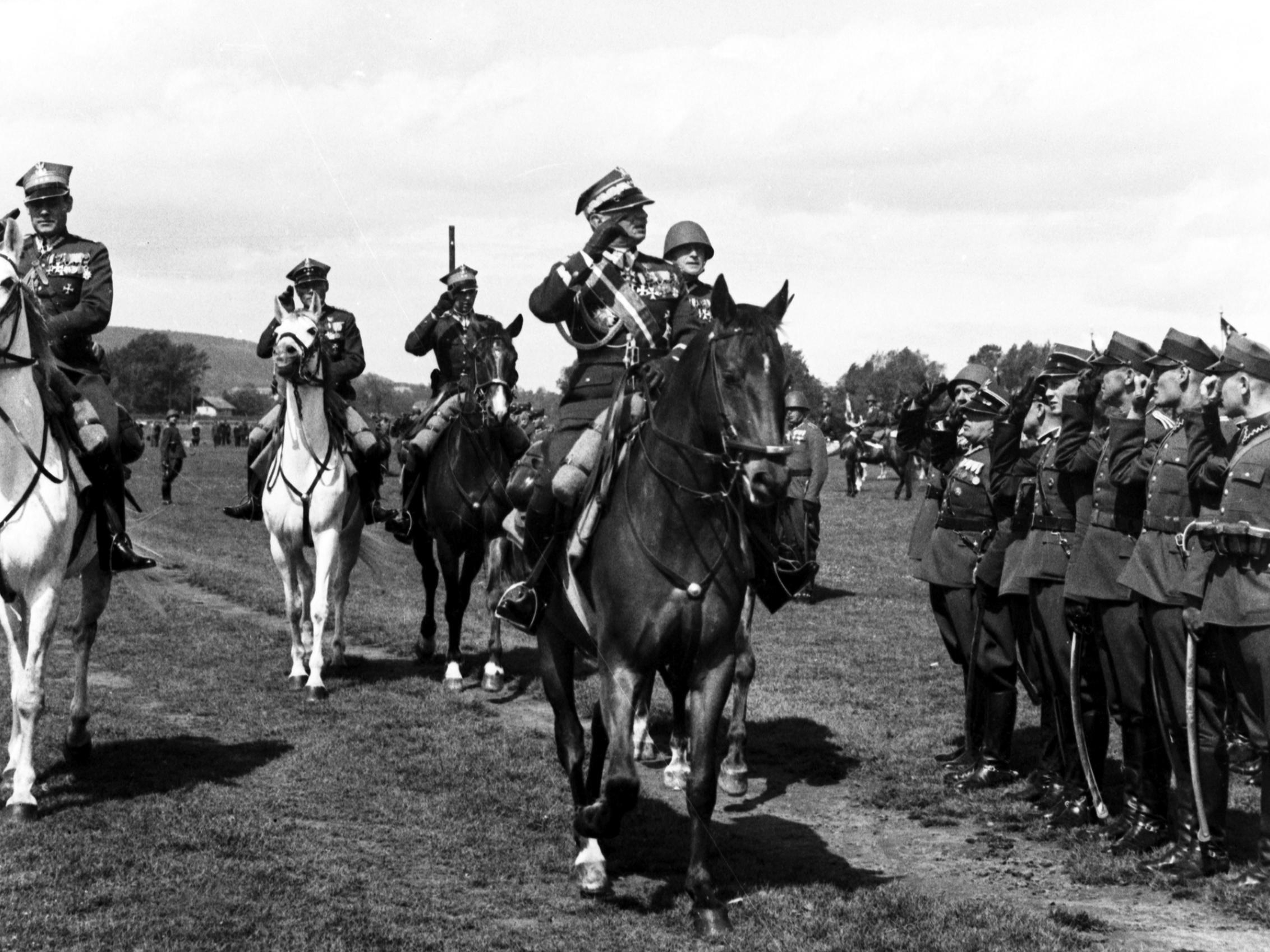
Wręczenie sztandarów pułkom artylerii na Krakowskich Błoniach 29 maja 1938. Inspektor Armii gen. Juliusz Rómmel odbiera raport.

5 października 1937 roku Prezydent Rzeczypospolitej Polskiej Ignacy Mościcki zatwierdził wzór sztandaru 2 pal Leg. 29 maja 1938 roku na Błoniach Krakowskich oddział otrzymał sztandar ufundowany przez społeczeństwo Kielc.
18 września 1939 roku sztandar zakopany został w lesie koło Celestynowa. Obecnie sztandar przechowywany jest w zbiorach Muzeum Wojska Polskiego w Warszawie.
Sztandar został wykonany zgodnie z wzorem określonym w rozporządzeniu Prezydenta Rzeczypospolitej z dnia 13 grudnia 1927 o godłach i barwach państwowych oraz o oznakach, chorągwiach i pieczęciach.
Na prawej stronie płata znajdował się amarantowy krzyż, w środku którego wyhaftowano orła w wieńcu laurowym. Na białych polach, pomiędzy ramionami krzyża, znajdowały się cyfry 2 w wieńcach laurowych.
Na lewej stronie płatu sztandarowego, pośrodku krzyża kawaleryjskiego znajdował się wieniec taki sam jak po stronie prawej, a w wieńcu trzywierszowy napis „HONOR I OJCZYZNA”. W rogach sztandaru, w mniejszych wieńcach umieszczone były na tarczach:
- w prawym górnym rogu – wizerunek Matki Boskiej Częstochowskiej,
- w lewym górnym rogu – wizerunek św. Barbary,
- w prawym dolnym rogu – godło m. Kielc,
- w lewym dolnym rogu – odznaka pamiątkowa 2 pal Leg.

Na ramionach krzyża kawalerskiego znajdowały się wyhaftowane nazwy i daty ważniejszych bitew pułku:
- na górnym – „18.VIII.I914 Przegorzały, 11.XI.1918 Warszawa”,
- na dolnym – „1914–1915 Mołotków, Krzywopłoty, Pisarzowa, Rafajłowa 1915–1916 Konary, Kostiuchnówka, Stochód”,
- na lewym – „Rawa Ruska 7.1.1919, Mołodeczno–Mińsk 3.VII – 8.VIII.1919, Berezyna, Borysów 15.V – 6.V1.1920,
- na prawym – „Pietkowo 29 – 31.VII.1920”[29].

### Odznaka pamiątkowa

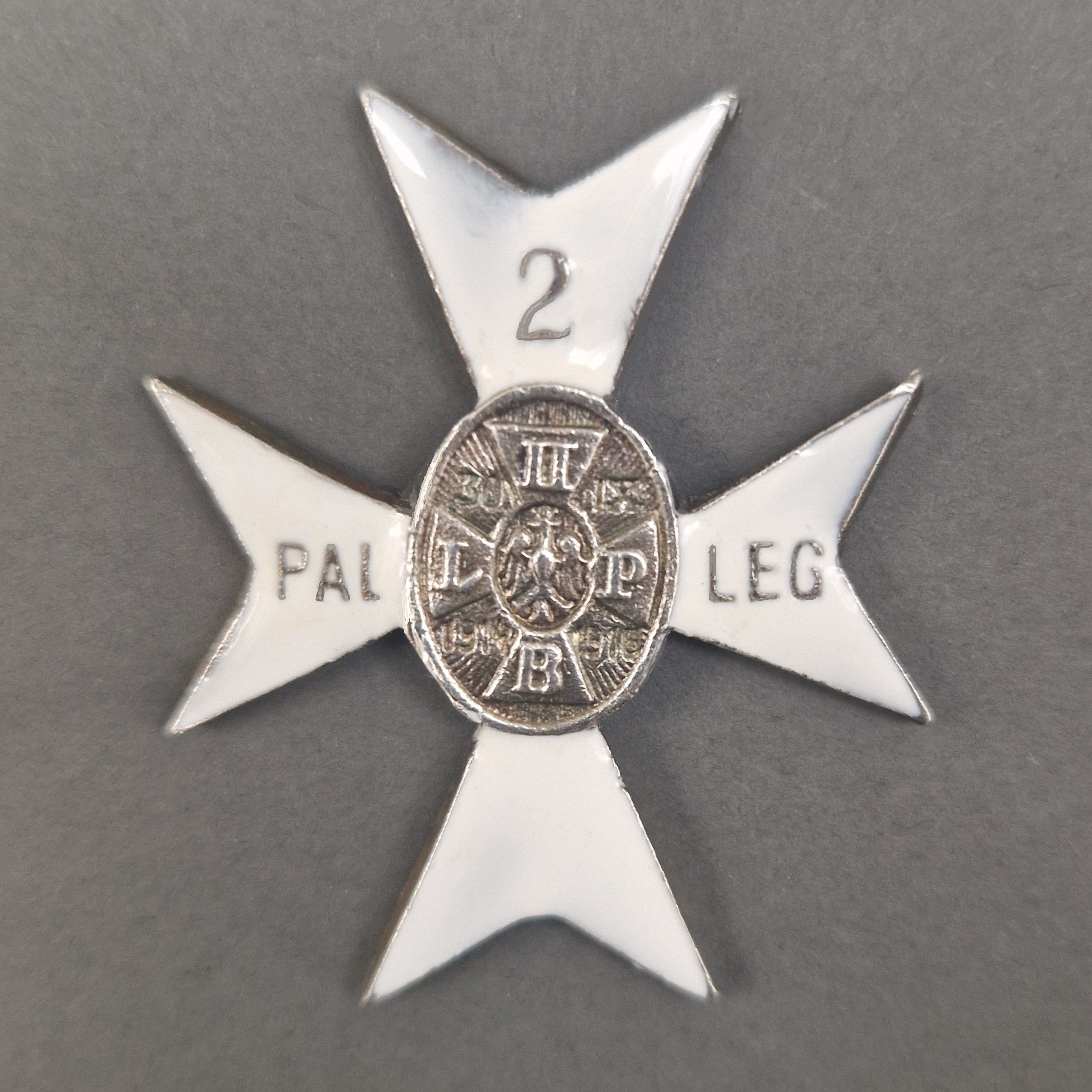
Odznaka 2 pal Leg.

18 maja 1929 roku Minister Spraw Wojskowych zatwierdził wzór i regulamin odznaki pamiątkowej 2 pal Leg. Odznaka o wymiarach 43x35 mm ma kształt krzyża maltańskiego o wydłużonych pionowych ramionach, emaliowanych w kolorze białym. Na ramionach krzyża wpisano cyfrę i inicjały „2 PAP LEG”. Na środek krzyża nałożony orzeł państwowy wz. 1927. Dwuczęściowa, wykonana w tombaku srebrzonym. Wykonawcą odznaki był Stanisław Lipczyński z Warszawy.
26 października 1937 roku Minister Spraw Wojskowych zatwierdził wzór nowej odznaki pamiątkowej 2 pal Leg. Odznaka o wymiarach 43x35 mm ma kształt krzyża maltańskiego z pionowymi wydłużonymi ramionami. Ramiona krzyża pokryte są białą emalią. Na środek krzyża nałożona miniatura odznaki II Brygady Legionów Polskich. Na ramionach wpisano numer i inicjały „2 PAL LEG”. Dwuczęściowa – oficerska, wykonana w alpace, emaliowana, łączona dwoma nitami. Wykonawcą odznaki był Stanisław Lipczyński z Warszawy.

### Płomienie do trąbki sygnałowej
8 lipca 1923 roku Komitet Obywatelski Ziemi Kieleckiej wręczył dowódcy pułku cztery płomienie do fanfar ufundowane przez mieszkańców Kielc oraz społeczeństwo powiatów: kieleckiego, jędrzejowskiego, włoszczowskiego i opatowskiego.

## Żołnierze pułku
Dowódcy pułku
- płk art. Czesław Piotr Bzowski[35] (12 VI 1919 – VIII 1920)
- płk art. Jan Maciej Bold (VIII 1920 – V 1927 → zastępca szefa 5 Okręgowego Szefostwa Artylerii)
- ppłk art. dr Stanisław Mańkowski (V 1927 – 23 XII 1929 → Korpus Kontrolerów[36])
- ppłk / płk dypl. art. Jan Witold Bigo (23 XII 1929[37] – 1938 → dowódca Artylerii Dywizyjnej 18 DP)
- ppłk dypl. art. Henryk Romiszowski (II 1938 – 28 VIII 1939 → dowódca Artylerii Dywizyjnej 2 DP Leg.)
- ppłk art. Mieczysław Dunin-Horkawicz (28 VIII – IX 1939)

Zastępcy dowódcy pułku (od 1938 – I zastępca dowódcy)
- mjr art. Feliks Kamiński (1921 – 1926)
- mjr / ppłk art. Brunon Romiszewski (X 1926 – V 1927 → dowódca 14 dak)
- ppłk art. Franciszek Kazimierz Kondrat (V 1927 – III 1929 → rejonowy inspektor koni w Postawach)
- mjr / ppłk art. Edmund Albin Zimmer (IV 1929 – VIII 1931 → dowódca dywizjonu szkolnego w Szkole Podchorążych Artylerii)
- ppłk dypl. art. Mikołaj Alików (1 IX 1931 – XI 1935)
- mjr / ppłk art. Mieczysław Dunin-Horkawicz (1938 – 28 VIII 1939 → dowódca 2 pal Leg.)
- mjr art. Józef Tomasz Porębny (II zastępca d-cy/kwatermistrz – 1939)

### Żołnierze 2 pułku artylerii lekkiej – ofiary zbrodni katyńskiej
Biogramy ofiar zbrodni katyńskiej znajdują się między innymi w bazach udostępnionych przez Ministerstwo Kultury i Dziedzictwa Narodowego oraz Muzeum Katyńskie.
| Nazwisko i imię         | stopień              | zawód              | miejsce pracy przed mobilizacją | zamordowany |
| ----------------------- | -------------------- | ------------------ | ------------------------------- | ----------- |
| Bowdziej Jerzy          | podporucznik rezerwy | chemik             |                                 | Katyń       |
| Fihel Stanisław         | kapitan              | żołnierz zawodowy  |                                 | Katyń       |
| Lech Stefan             | podporucznik rezerwy | absolw. SGGW       |                                 | Katyń       |
| Lechowski Feliks        | podporucznik rezerwy |                    |                                 | Katyń       |
| Makowej Emil            | podporucznik rezerwy | lekarz weterynarii |                                 | Katyń       |
| Żmudziński Leopold      | porucznik rezerwy    |                    |                                 | Katyń       |
| Łącki Bolesław          | porucznik            | żołnierz zawodowy  |                                 | Katyń       |
| Pikulski Aleksander     | podporucznik rezerwy | lekarz weterynarii |                                 | Katyń       |
| Senderowski Wacław      | podporucznik rezerwy | nauczyciel, mgr    |                                 | Katyń       |
| Wojewódzki Euzebiusz    | podporucznik rezerwy | inżynier rolnik    | majątek Dalechowice             | Katyń       |
| Bukraba Władysław       | porucznik            | żołnierz zawodowy  |                                 | Charków     |
| Dąmbski Jacek           | kapitan w st. sp.    |                    | (e)                             | Charków     |
| Drajewicz Kazimierz     | podporucznik rezerwy | nauczyciel         |                                 | Charków     |
| Gawroński Wiesław Józef | podporucznik rezerwy | absolwent AG       |                                 | Charków     |
| Kostrzewa Stanisław     | podporucznik rezerwy | instruktor rolny   |                                 | Charków     |
| Paulo de Silva Adam     | kapitan              | żołnierz zawodowy  |                                 | Charków     |
| Pełtyn Jerzy            | podporucznik rezerwy |                    |                                 | Charków     |
| Prądzyński Ignacy       | podporucznik rezerwy | inżynier agronom   | wł. majątku Uleniec             | Charków     |
| Rybacki Władysław       | podporucznik rezerwy | farmaceuta, mgr    | praktyka w Skarżysku Kamiennej  | Charków     |